# Vejstupný syn (opera)
Vejstupný syn je komorní opera o jednom dějství českého skladatele Tomáše Hály na slova stejnojmenné staročeské hry Tobiáše Mouřenína z Litomyšle z roku 1604.

## Vznik a historie opery
Komorní operu Vejstupný syn napsal skladatel Tomáš Hála (* 1963) ještě jako student Pražské konzervatoře. Na Mouřenínovu hru podle svých slov narazil při studiu v Městské knihovně v Praze, u téměř pětisetleté komedie ho zaujal „spád a dodnes nadčasový vtip“ i vhodný rozměr pro komorní kompozici.
Premiéra Vejstupného syna se konala ve foyer Rudolfina 17. května 1983, a byla pro Hálu, který ji i dirigoval, jeho absolventským představením, stejně jako pro absolventa oboru operní režie Tomáše Šimerdu. Rovněž komorní soubor pouhých pěti nástrojů, pro které Hála svou operu instrumentoval, tvořili žáci konzervatoře, zatímco pěvecké úlohy ztvárnili profesionální zpěváci, především Miroslav Frydlewicz a Bohuslav Maršík z Národního divadla. Týž kolektiv uvedl Vejstupného syna při několika jiných příležitostech, tak 14. dubna 1984 v Divadle Jiřího Wolkera v rámci Dnů hudební mládeže, 21. září 1984 na festivalu Mladá Smetanova Litomyšl a roku 1985 při televizním natáčení v Třeboni.
Novinář Jiří Vejvoda v rozhovoru s Hálou o Vejstupném synovi napsal, že je to „svérázná operní hudba, ilustrující dávný humorný příběh s nutnou úctou k jeho historickému odkazu, ale zároveň s peprně studentskou poťouchlostí; především ovšem – chtě nechtě – plná moderních klasických vlivů.“ Hála sám řekl, že chtěl, „aby komorní zvuk orchestru byl někdy až parodický a podtrhoval komičnost staročeského textu.“ Ke klíčovému vykreslení hospody jako doupěte neřesti využil staročeskou píseň z první poloviny 15. století Vzel ďábel babu na plece.
Kritické ohlasy na operní prvotinu mladého studenta byly strohé, ale příznivé. „Tento mladý hudebník po vytvoření několika komorních skladeb osvědčil i ve své operní prvotině spontánnost svého talentu, dobrou profesionální vybavenost i smysl pro komediálnost, ukrytou v literární předloze díla,“ psal recenzent Oldřich Rynt v Hudebních rozhledech při příležitosti uvedení v Litomyšli. Dosvědčuje také nadšené přijetí diváky, kteří sledovali představení „s opravdovým zájmem a odměnili všechny jeho aktéry bouřlivým potleskem“; Jiří Pilka rovněž v Hudebních rozhledech poznamenává, že Vejstupný syn byl jak formou, tak hudebním jazykem mnohem bližší mladým posluchačům než týž den provedená hudební komedie Kolébka pro hříšné panny zkušeného skladatele Otmara Máchy. I Ivan Ruml v referátu pro Rudé právo označil toto dílo za „bonbónek“.
Československý rozhlas pořídil již roku 1983 také záznam opery v premiérovém obsazení. V roce 1985 Vejstupného syna rovněž natočila Československá televize a jeho partituru vydala DILIA.
Roku 1986 v anketě časopisu Mladý svět Hála uváděl, že hledá libreto pro další operu; následně se však věnoval především dirigentské činnosti a Vejstupný syn zůstal jeho jedinou uvedenou operou.
Jinou z pozdně renesančních českých komedií již dříve úspěšně zhudebnil právě zmíněný Otmar Mácha; jeho Polapená nevěra (1956/57) je napsána na text anonymní komedie z roku 1608.

## Osoby a první obsazení
| osoba                           | hlasový obor | premiéra (17. května 1983)        |
| ------------------------------- | ------------ | --------------------------------- |
| Náman, otec                     | bas          | Bohuslav Maršík                   |
| Ruprecht, jeho syn              | tenor        | Miloslav Čížek                    |
| Ramínko, pochlebník             | baryton      | Miroslav Frydlewicz               |
| Davnuška, děvečka               | soprán       | Věra Nováková                     |
| Tanečnice                       | –            | Mahulena Křenková, Helena Jandová |
| Dirigent: Tomáš Hála            |              |                                   |
| Režie: Tomáš Šimerda            |              |                                   |
| Scéna: Pavel Kašlík             |              |                                   |
| Choreografie: Marcela Benoniová |              |                                   |

## Děj opery
(1. výstup) Otec Náman zdržuje syna Ruprechta doma, aby poobědval v rodině, ale syn se doma nudí a táhne ho to ven. K jejich sporu se přichomýtne podvodník ramínko. Dává synovi ve všem za pravdu, lichotí mu a láká ho do hospody, kde bude jídlo lepší než doma a navíc tam je spanilá a nadaná ženská obsluha. Otec s posledním varováním odchází domů a syn sleduje Ramínka ke dveřím hospody, kde je vítá Davnuška.
(2. výstup) Ramínko vychází z hospody. Vypráví, že už prohnané ženy v hospodě Ruprechta obehrály, ošidily nebo přímo okradly. Ruprecht Ramínka poslal zastavit u žida jeho zlatý řetěz, ale Ramínko zmizí i s klenotem.
Náman se zatím strachuje o svého syna. A to důvodně: záhy se připotácí Ruprecht, ožebračený, polosvlečený a hrubě zmlácený, naříkaje a volaje po bradýři. Otec se ho ujímá, ale kárá ho za to, že neposlechl jeho naučení a dopadl podle toho. Posílá pro bradýře, aby syna ošetřil, a poučený Ruprecht slibuje otci do budoucna poslušnost.

## Instrumentace
Housle, viola, violoncello, bicí souprava, cembalo.

## Nahrávky
- 1983 (záznam Československého rozhlasu s premiérovým obsazením, dosud nevydán).[6]